# Réquiem (Dvořák)
El Réquiem en si bemol menor, op. 89, de Antonín Dvořák es un réquiem para solistas, coro y orquesta, compuesto en 1890. Se estrenó durante el Festival de Birmingham, el 9 de octubre de 1891 bajo la dirección del mismo compositor y fue publicado el mismo año en Londres.

## Origen y contexto
En la primera mitad de la década de 1880, la reputación de Dvořák iba en aumento tras el éxito de las Danzas eslavas, la sexta sinfonía o el Stabat Mater, un hecho que propició que recibiera numerosos encargos. Dvořák efectuó nueve visitas al Reino Unido entre 1884 y 1900. El compositor checo llegó a Londres el 8 de marzo de 1884. Fue recibido por el editor de Novello, y dos días después se encargó de los ensayos de su Stabat Mater en el Royal Albert Hall, donde un coro de casi un millar de voces y una orquesta de cien músicos lo recibió con una gran ovación. El 1885 publicó su nuevo oratorio, la cantata La novia del espectro, en el Festival de Birmingham. Para el siguiente período compuso Santa Ludmila para el Festival de Leeds. Finalmente, a principios de 1890, fue comisionado por el Festival de Birmingham para componer un Réquiem que se terminó en octubre del mismo año.
Después de mediados del siglo XIX, muchos de los Réquiem importantes, incluyendo los de Schumann (1852), Moniuszko (1862), Saint-Saëns (1878) y Dvořák (1891), fueron concebidos para ser interpretados en una sala de conciertos, debido a su gran escala y, en algunos casos, por la libertad de la textual, para el oratorio, el género sagrado preferido del siglo XIX. El de Dvořák, con una duración de 95 minutos, es uno de los más largos de la época, y requiere numerosas repeticiones del texto y breves intervenciones orquestales para rellenar su fondo sinfónico. La unidad estructural se ve reforzada por el uso de un tema central (extraído de las primeras notas del canto llano introito), que se escucha en el apertura y se escucha más tarde en varios movimientos.

## Representaciones
El estreno del Réquiem fue bastante exitoso, pero hubo una voz en desacuerdo con la obra que iba a tener un impacto determinante en la recepción posterior: la famosa crítica de George Bernard Shaw , que lo acusó de ser tan aburrido como un funeral.
Como muchos de los coros de las obras del compositor, su Requiem todavía rara vez se presenta fuera de la República checa. Una de las posibles razones de la escasez relativa de las actuaciones de la obra es la longitud alrededor de 95 a 100 minutos, el Requiem puede durar unos 15 minutos más, en promedio, que la obra de Verdi para el mismo texto.
Aunque Dvořák fue un ferviente católico, fue también un músico muy práctico, y aceptó que el Réquiem encontrara su hogar en los escenarios de las salas de concierto, y no en el coro de las iglesias. Una misa larga de hora y media que requiere un cuarteto de cantantes, solistas, un gran coro, un conjunto completo de metal y un surtido de percusión en la parte superior como era la norma de la última orquesta romántica, y que no se interpretó completo en el funeral de nadie. Más recientemente, sin embargo, extractos de la obra se tocaron en el funeral de Václav Havel, el disidente y político checo.

## Movimientos
El Réquiem está dividido en trece movimientos y las dos partes se separan tradicionalmente por un intermedio.